# Johann Gottfried Büring
Johann Gottfried Büring (* 1723 in Berlin oder Hamburg; † nach 1788) war ein deutscher Hofbaumeister in der Zeit des Spätbarocks, der vor allem in Potsdam wirkte. Er gehörte zu den bedeutenden Künstlern des Friderizianischen Rokoko.

## Leben und Wirken
Johann Gottfried Büring, der Sohn des in Berlin tätigen Hofzimmermeisters Johann Andreas Adam Büring, ließ sich angeblich unter dem Eindruck der Werke Knobelsdorffs zum Architekten ausbilden. Seine bautechnischen Kenntnisse erwarb er in Berlin bei dem Maler und Kupferstecher Constantin Friedrich Blesendorf, der an der „Königlich-Preußischen Akademie der Künste und mechanischen Wissenschaften“ Geometrie und Perspektive lehrte, bei dem Kriegs- und Domänenrat Johann Carl Stoltze, der auch als Oberbaudirektor fungierte, und vermutlich bei dem Baumeister und Oberbaudirektor Titus de Favre.
Nach der Ausbildung war er als Kondukteur am Potsdamer Bauamt tätig und beteiligte sich 1744 mit Friedrich Wilhelm Diterichs und Carl Ludwig Hildebrandt an der Terrassierung des Weinbergs am Schloss Sanssouci. Anschließend ging Büring wieder nach Berlin, wo er in Zusammenarbeit mit Jan Bouman die Bauaufsicht über die nach Plänen von Georg Wenzeslaus von Knobelsdorff und Jean Laurent Legeay errichtete Sankt-Hedwigs-Kathedrale führte. Zur Weiterbildung ermöglichte ihm sein Vater eine Studienreise, die ihn 1748 nach Italien und Frankreich führte. Anschließend kehrte er jedoch nicht nach Preußen zurück, sondern ließ sich in Hamburg nieder. 1751 wurde er zum Ehrenmitglied der „Königlich-Preußischen Akademie der Künste und mechanischen Wissenschaften“ berufen.
Auf Empfehlung Carl Ludwig Hildebrandts folgte Büring 1754 dem Ruf Friedrichs II., der sich die architektonische Verschönerung seiner zweiten Residenzstadt zum Ziel gesetzt hatte. Für das Projekt, dessen Finanzierung der König übernahm, wurde 1752 ein eigenes Hofbauamt, das „Baucomptoir“, im Ostflügel des Stadtschlosses eingerichtet. Es unterstand immediat, also unmittelbar dem Monarchen und sollte dessen Reglement entsprechend durch drei sich gegenseitig kontrollierende Baudirektoren geleitet werden. In Ermangelung namhafter Potsdamer Architekten konnte dies jedoch nicht gleich umgesetzt werden, sodass das Baucomptoir zunächst durch Georg Wenzeslaus von Knobelsdorff sowie Jan Bouman und ab 1755 durch Hildebrandt und Büring geleitet wurde.
Johann Gottfried Bürings erster Bau in Potsdam entstand 1754 mit dem nicht erhaltenen Direktionsgebäude der Gewehrmanufaktur an der Ecke Breite Straße/An der Gewehrfabrik, heute Hoffbauerstraße. Die Besonderheit dieses im Volksmund „Ochsenkopfhaus“ genannten Gebäudes war nicht die in Potsdam häufig ausgeführte Fassadenkopie eines historischen Gebäudes, sondern ein Bukranion-Architrav mit 22 paarweise angeordneten Rinderschädeln aus Sandstein, die der Bildhauer Johann Peter Benkert schuf.
Neben Hildebrandt leitete Büring zahlreiche Bauvorhaben des Königs und fertigte nach dessen Vorgaben Entwürfe für einfache Wohnhäuser mit repräsentativen Palastfassaden nach historischen Vorbildern, im Volksmund „Vorhemdchen“ genannt. So bestimmte Friedrich II. für das 1755 von Büring entworfene Wohnhaus des Pferdeknechts Kahler Am Neuen Markt 5 die Fassade des Palazzo Thiene in Vicenza nach der Stichvorlage aus „I Qvattro Libri Dell’Architettvra“ (Die vier Bücher der Architektur) von Palladio zum Vorbild. Darüber hinaus entstanden 1755/56 nach seinen Entwürfen die Häuser in der Breiten Straße 22, 23 und 24. Nach Skizzen Friedrichs II. fertigte Büring außerdem die Pläne für den Umbau des Nauener Tors im neogotischen Stil, für den der König wahrscheinlich einen Kupferstich des schottischen Inveraray Castle zum Vorbild nahm. 
Mit Beginn des Siebenjährigen Krieges wurden die Baumaßnahmen ab 1756 erheblich eingeschränkt oder ganz eingestellt. Das betraf nicht nur die Immediatbauten, sondern auch die Vorhaben im Park Sanssouci. Die Arbeiten an der 1755 nach Bürings Entwürfen begonnenen Bildergalerie nach dem Vorbild der französischen „Maisons de plaisance“ und dem Gartenpavillon Chinesisches Haus zogen sich bis nach dem Ende des für Preußen günstig ausgegangenen Krieges hin und konnten erst 1764 fertiggestellt werden. Zudem ließ Friedrich II. auf der Westseite der Parkanlage ab 1763 das Neue Palais errichten. In Zusammenarbeit mit dem Architekten Heinrich Ludwig Manger war Büring maßgeblich an der Konzeption und den Entwürfen für dieses Gästeschloss beteiligt, mit denen er schon kurz nach seiner Ankunft in Potsdam begann. Die Bauarbeiten selbst betreute er jedoch nicht mehr. Diese Aufgabe bekam der aus Bayreuth gekommene Carl von Gontard übertragen. Nach den Erdarbeiten zum Neuen Palais erging es Büring wie vielen Baubeamten zur Zeit Friedrichs II. Nach Auseinandersetzungen mit dem König, der ihm Unregelmäßigkeiten in der Rechnungsführung vorwarf, fiel Büring in Ungnade und wurde 1764 in Arrest genommen. Im selben Jahr gelang ihm die Flucht in das Kurfürstentum Sachsen, wo er sich in Eisleben und weiteren sächsischen Orten aufhielt. Nach der Thronbesteigung Friedrich Wilhelms II. bat Büring um seine Rückkehr nach Preußen, die ihm der König genehmigte. Trotz der Erlaubnis kam er allerdings bis 1788 nicht zurück und gilt seitdem als verschollen. 1996 ehrte ihn die Stadt Potsdam im Wohngebiet Kirchsteigfeld mit der Büringstraße.
Aus seinem Privatleben ist bekannt, dass er 1756 das sogenannte „Büringsche Vorwerk“ erwarb, ein Areal, das in friderizianischer Zeit südwestlich an die Parkanlage Sanssouci grenzte. Zwischen 1756 und 1758 ließ er auf dem Gelände ein Wohnhaus mit Wirtschaftsgebäuden bauen, auf dessen Stelle ab 1826 Schloss Charlottenhof errichtet wurde. Er selbst wohnte bis dahin im 1945 zerstörten Haus Kiezstraße 23, das nach ihm Carl von Gontard bezog. Seine Ehefrau Margarethe starb kurz vor seinem Weggang aus Potsdam am 26. Dezember 1763 und wurde auf dem Bornstedter Friedhof beigesetzt.

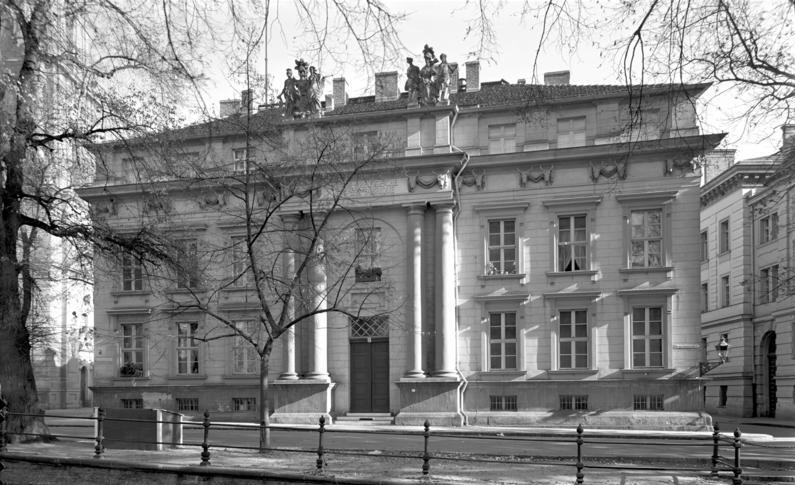
Ehemaliges Direktionsgebäude der Gewehrmanufaktur (zerstört), Foto um 1930
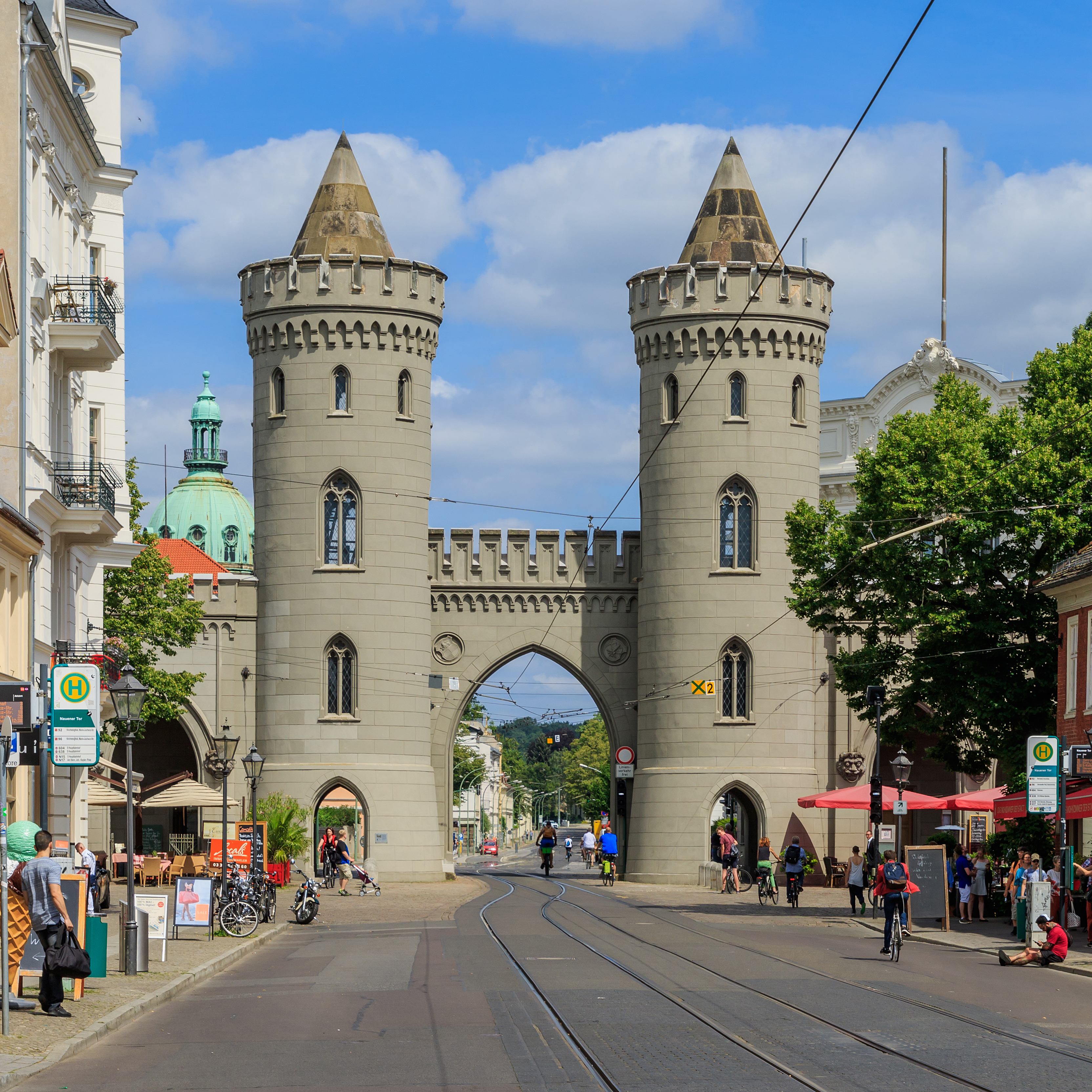
Nauener Tor in der Friedrich-Ebert-Straße
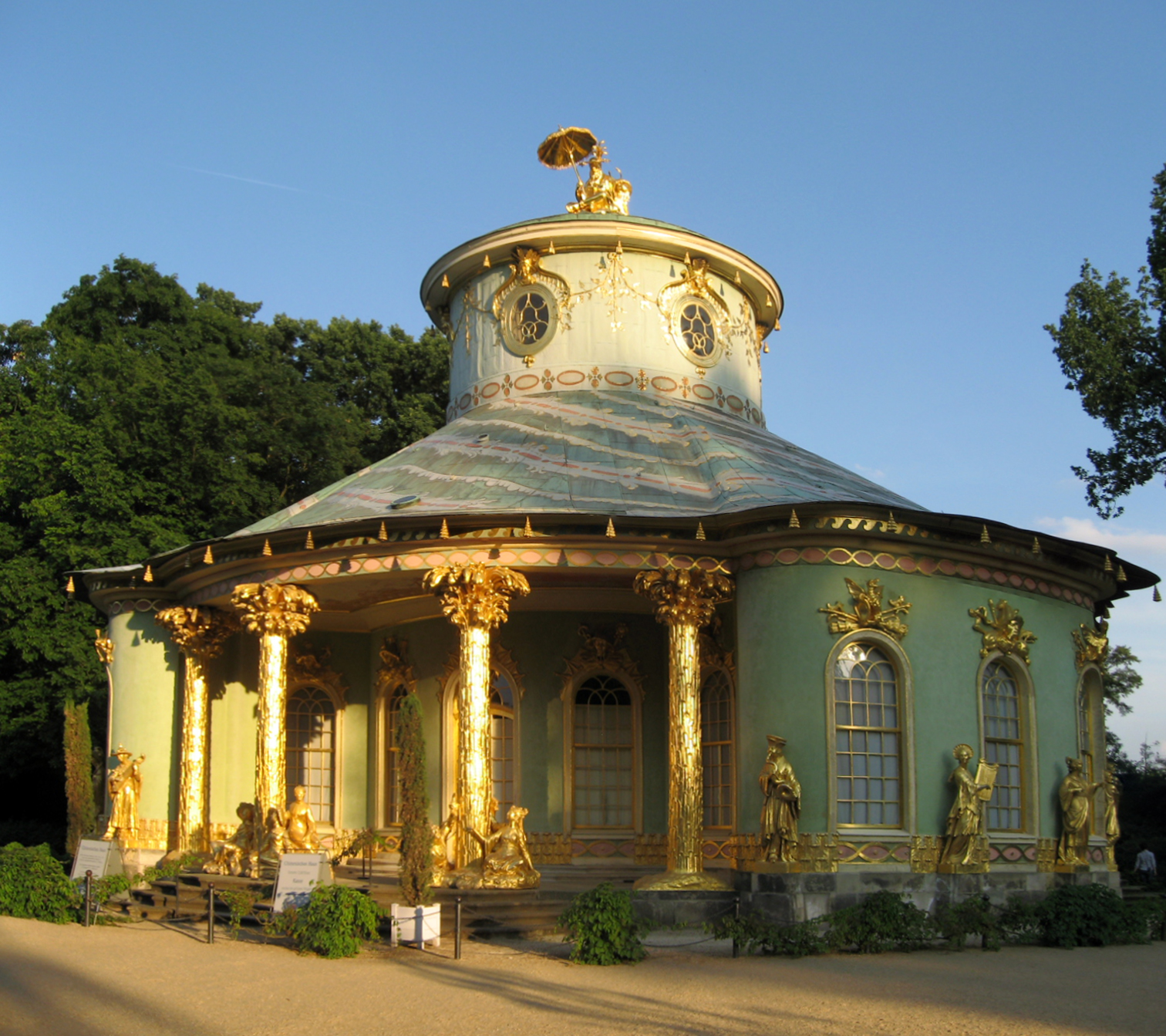
Chinesisches Haus im Park Sanssouci
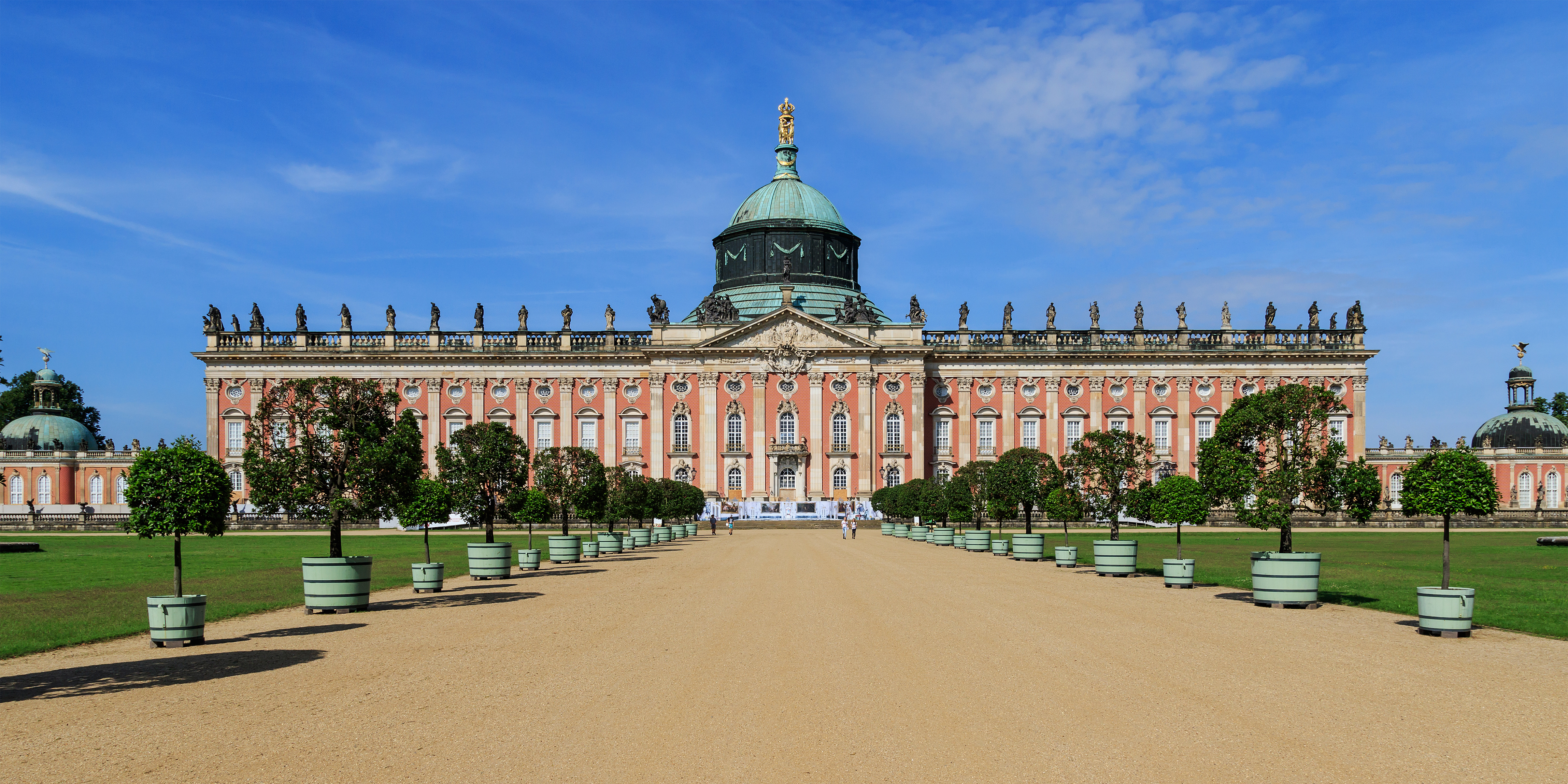
Neues Palais im Park Sanssouci